# 30 Pułk Strzelców Kaniowskich
30 Pułk Strzelców Kaniowskich (30 pp) – oddział piechoty Wojska Polskiego II RP.

## Formowanie i zmiany organizacyjne
W listopadzie 1918 roku, w Łowiczu, z oddziałów Polskiej Organizacji Wojskowej został sformowany 30 pułk piechoty. Organizatorem pułku był podpułkownik Franciszek Korewo, dowódca Okręgu Wojskowego Nr X Łowickiego. Pułk organizacyjnie był w składzie 10 Dywizji Piechoty – zorganizowanej na bazie 4 Dywizji Strzelców Polskich.
9 kwietnia 1919 roku Minister Spraw Wojskowych generał porucznik Józef Leśniewski zatwierdził dla 30 pp nazwę – „30 pułk piechoty Ziemi Brzezińskiej”. Następnie oddział przemianowany został na 30 pułk piechoty Ziemi Łowickiej i w końcu na 30 pułk strzelców Kaniowskich.
W grudniu 1919 batalion zapasowy pułku stacjonował w Tomaszowie.

## Walki na Ukrainie i z bolszewikami
W drugiej połowie 1919 pułk został skierowany do walk w obronie Lwowa, następnie walczył z Ukraińcami pod Kulparkowem, Parsenkówką, Zimną Wodą i Łapanówką. W tym czasie pułkiem dowodził płk Franciszek Sikorski. Sukces bojowy żołnierze pułku odnieśli pod Żyrawnem nad Świcą. Od końca maja do pierwszych dni lipca część pododdziałów pułku pełniła służbę wartowniczą na zachodniej granicy państwa. Po przybyciu z Kubania do kraju 4 Dywizji Strzelców Polskich, dowodzonej przez gen. Lucjana Żeligowskiego, jej żołnierze zasilili szeregi 30 pp i razem wzięli udział w ofensywie kijowskiej tocząc zwycięską walkę pod Kaniowem – stąd nazwa „Strzelcy Kaniowscy”.
W dniach 14–16 lipca w rejonie Sadki (nad rzeką Seret) pułk brał udział w ostatecznej ofensywie przeciwko wojskom ukraińskim. Walczył następnie pod Połockiem i Leplem, skąd przegrupował się na postój do Berezyny. W maju 1920 walczył z przeważającymi wojskami nieprzyjacielskimi pod Biełkami i Kozinami. W czerwcu żołnierze pułku zostali wycofani na pozycje między Okuninem i Stelmachowem, z zadaniem obrony Warszawy. W sierpniu dowodzenie pułkiem przejął ppłk Kazimierz Jacynik. 15 i 16 sierpnia pułk wsławił się brawurowym wtargnięciem do Radzymina zajętego przez wojska rosyjskie. Jacynik odzyskał Radzymin siłami dwóch kompanii I batalionu 30 pułku, szwadronu 201 pułku szwoleżerów i II dywizjonu 4 pułku strzelców konnych. 
Po zakończeniu bitwy nad Wisłą 30 pułk piechoty został przetransportowany koleją na Lubelszczyznę i podporządkowany ukraińskiej 6 Dywizji płk. Marko Bezruczki. Dowódca dywizji skierował pułk do rejonu Konopne – Werbkowice celem zablokowania oddziałów 1 Armii Konnej Siemiona Budionnego maszerujących w kierunku Zamościa.
Rankiem 31 sierpnia pułk swoim I batalionem opanował Hostynne, a III batalion zajął Werbkowice. W tym czasie II batalion w ugrupowaniu bojowym znajdował się przed Horyszowem Ruskim. Właśnie na niego, zza okolicznych wzgórz, uderzyła sowiecka kawaleria. Batalion odparł zarówno pierwszą szarżę, jak i następną ogniem broni maszynowej. Trzecia szarża, wsparta ogniem taczanek i baterii artylerii konnej, połączona z manewrem oskrzydlającym, okazała się skuteczna i polska obrona została przełamana.
II batalion został rozbity, ciężkie straty poniosła też 2 kompania I batalionu w walce pod Hostynnem.
W bitwie pod Horyszowem Ruskim i Hostynnem 30 pułk Strzelców Kaniowskich poniósł klęskę i stracił około 50% swojego stanu osobowego. W liczbach bezwzględnych było to ponad 140 poległych i około 300 rannych. Zginęli między innymi por. Florian Górzyński, ppor. Władysław Kalandyk, ppor. Mieczysław Czechowicz, por. Stefan Pluszczyński i por. Jan Wojtów.
Ostatnią walkę w wojnie 1920 pułk stoczył w dniach 11–13 września, w czasie końcowych działań pościgowych oddziałów polskich, zakończonych opanowaniem miasta Sokal nad Bugiem.

### Mapy bitew 1920
|  |  |  |  |  |  |

### Kawalerowie Virtuti Militari
| Żołnierze pułku odznaczeni Krzyżem Srebrnym Orderu Wojskowego Virtuti Militari za wojnę 1919–1920 | Żołnierze pułku odznaczeni Krzyżem Srebrnym Orderu Wojskowego Virtuti Militari za wojnę 1919–1920 | Żołnierze pułku odznaczeni Krzyżem Srebrnym Orderu Wojskowego Virtuti Militari za wojnę 1919–1920 |
| ------------------------------------------------------------------------------------------------- | ------------------------------------------------------------------------------------------------- | ------------------------------------------------------------------------------------------------- |
| ś.p. szer. Jakub Bartczak                                                                         | kpt. Jan Chodźko-Zajko                                                                            | sierż. Stanisław Cymmerman                                                                        |
| kpt. Jan Dańkowski                                                                                | sierż. Wacław Fabianowski                                                                         | plut. Antoni Głębowski                                                                            |
| ś.p. por. Florian Górzyński                                                                       | sierż. Jan Gruda                                                                                  | plut. Jan Izydorczyk                                                                              |
| ppłk Kazimierz Jacynik                                                                            | sierż. Mateusz Kamiński                                                                           | por. Zygmunt Kostkiewicz                                                                          |
| ś.p. por. Józef Ługowski                                                                          | kpr. Stefan Mazurek                                                                               | sierż. Jan Moskaluk                                                                               |
| szer. Kazimierz Nowakowski                                                                        | plut. Józef Olesik                                                                                | ś.p. ppor. Włodzimierz Pawulski                                                                   |
| por. Aleksander Petelewicz                                                                        | szer. Szmul Pinkowski                                                                             | kpt. Tadeusz Podwysocki                                                                           |
| sierż. Edward Raniecki                                                                            | sierż. Bronisław Szwarocki                                                                        | ppor. Stanisław Szymański                                                                         |
| plut. Stanisław Szymański                                                                         | plut. Jan Uczciwek                                                                                | szer. Jan Walczak                                                                                 |
| sierż. Józef Warabida                                                                             | plut. Franciszek Wiankowski                                                                       | kpt. Wincenty Wróblewski                                                                          |
| plut. Zygmunt Zduńczyk                                                                            |                                                                                                   |                                                                                                   |

## Okres pokoju

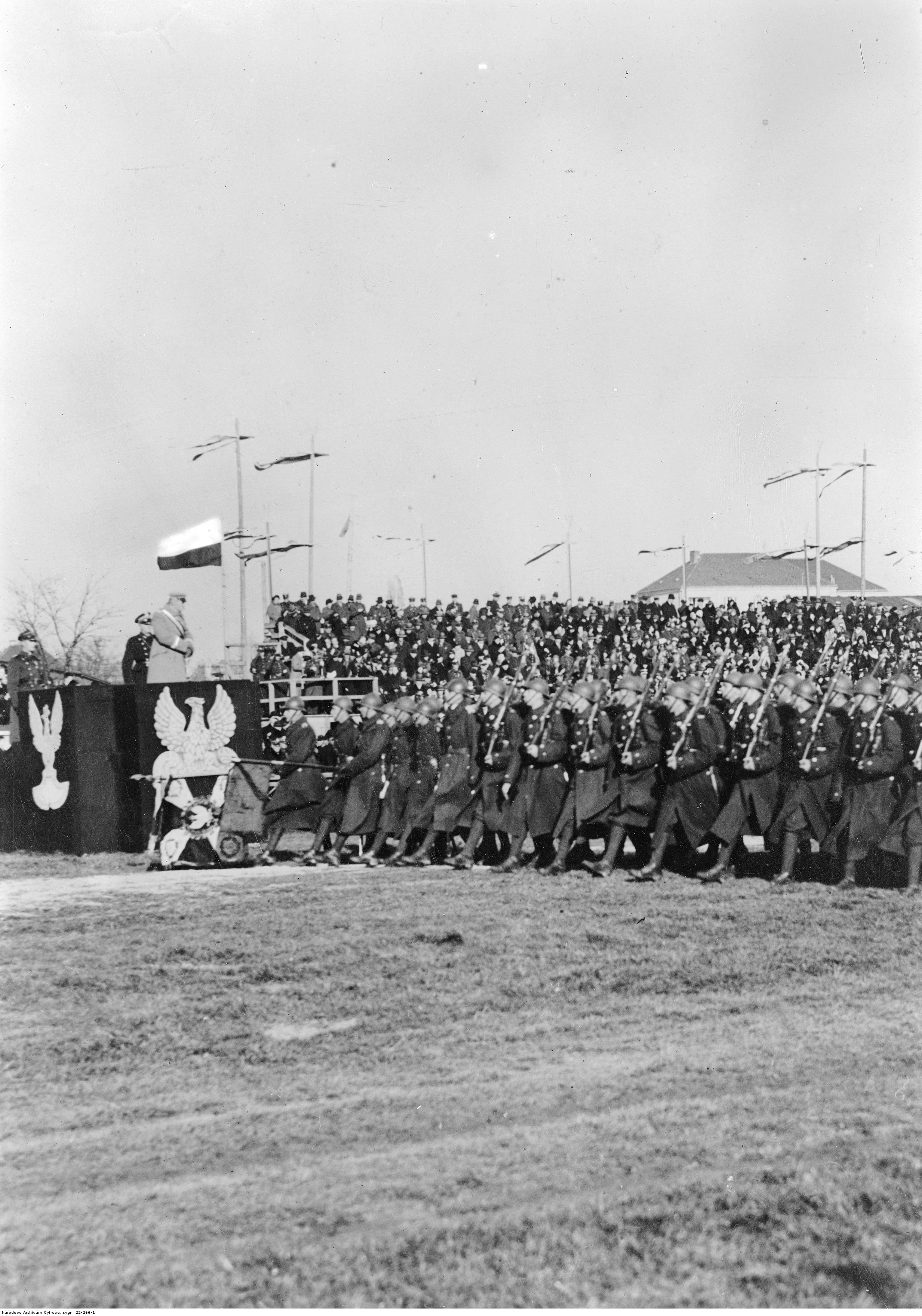
Defilada 30 pp przed marszałkiem Józefem Piłsudskim

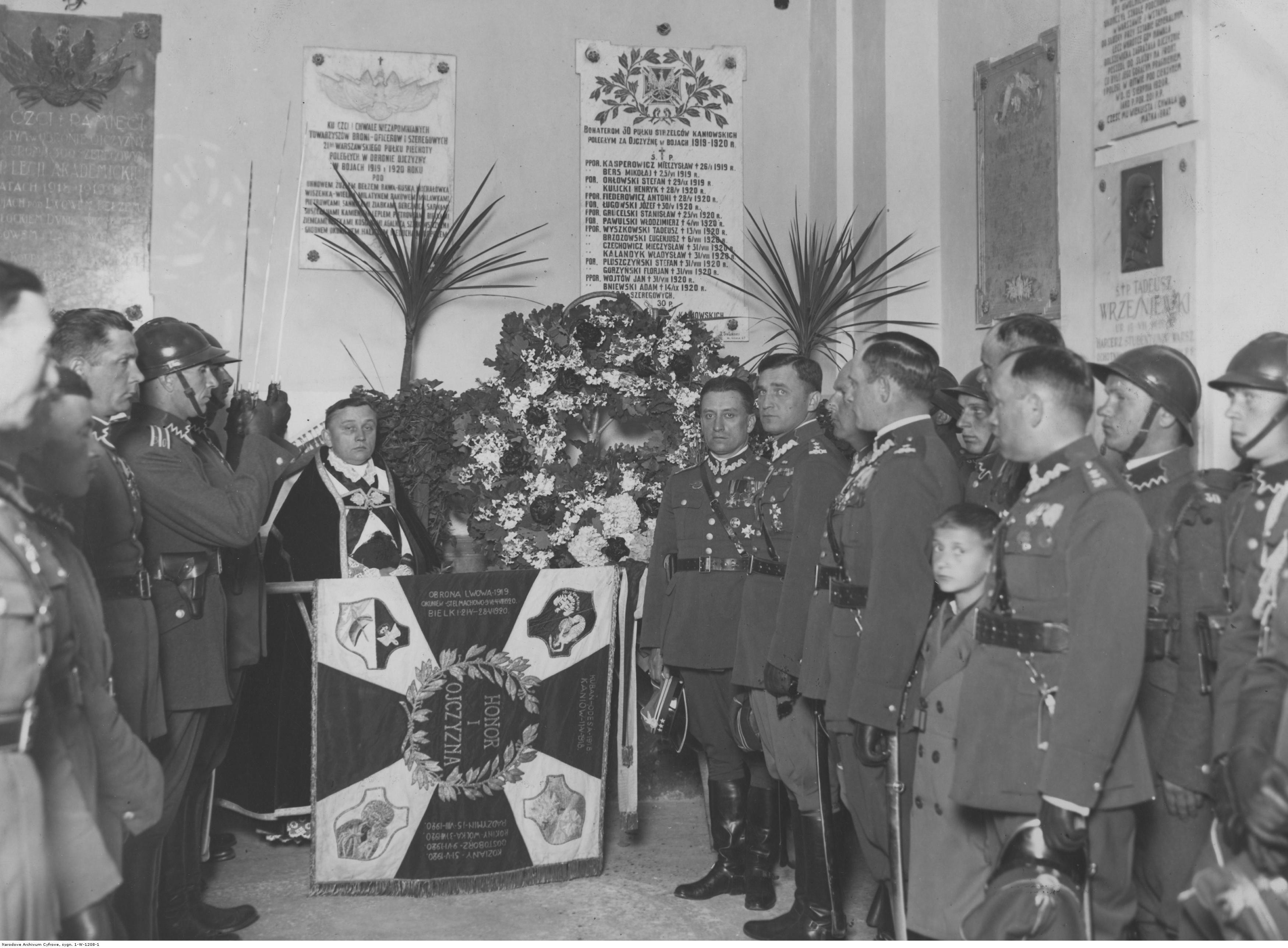
Święto 30 pp w Warszawie - złożenie wieńca przy tablicy ku czci poległych żołnierzy pułku w kościele garnizonowym; czerwiec 1932.

Po zakończeniu działań wojennych 30 pułk piechoty stacjonował na terenie Okręgu Korpusu Nr IV w Skierniewicach. Kadra batalionu zapasowego stacjonowała w Tomaszowie Mazowieckim. Pułk wchodził w skład 10 Dywizji Piechoty.
Naczelnik Państwa i Naczelny Wódz decyzją z dnia 24 lutego 1922 roku «polecił rozciągnąć nazwę „Kaniowskich” na 30 pp i 10 pap, a mianowicie: „30 pułk strzelców Kaniowskich” i „10 pułk Kaniowski artylerii polowej”».
11 lipca tego roku, pułk został przeniesiony na stałe do Warszawy, do głównego budynku koszarowego (nr 63) Cytadeli. 
6 stycznia 1924 szef Sztabu Generalnego pismem L. 876/Mob. Zmiana terminów przesunięcia oddziałów zarządził przeniesienie magazynów mob. pułku z Tomaszowa Rawskiego do Warszawy w terminie od 29 maja do 5 czerwca 1924. W tym samym terminie została zlikwidowana kadra batalionu zapasowego.
W czasie przewrotu majowego 1926 żołnierze pułku opowiedzieli się po stronie rządu.
19 maja 1927 roku minister spraw wojskowych marszałek Polski Józef Piłsudski ustalił i zatwierdził dzień 9 czerwca, jako datę święta pułkowego. Pułk obchodził święto w rocznicę swojego wielkiego zwycięstwa z 1920 roku pod Hostoborzem i Jamnami.
9 czerwca 1928 roku, w rocznicę bitwy pod Kaniowem, prezydent Rzeczypospolitej Polski wręczył pułkowi sztandar ufundowany przez mieszkańców Łowicza, Łodzi i Warszawy.
W latach 30. XX w. w pułku funkcjonowała Szkoła Podoficerska.
Na podstawie rozkazu wykonawczego Ministerstwa Spraw Wojskowych do Departamentu Piechoty o wprowadzeniu organizacji piechoty na stopie pokojowej PS 10-50 z 1930 roku, w Wojsku Polskim wprowadzono trzy typy pułków piechoty. 30 pułk piechoty zaliczony został do typu I pułków piechoty (tzw. „normalnych”). W każdym roku otrzymywał około 610 rekrutów. Stan osobowy pułku wynosił 56 oficerów oraz 1500 podoficerów i szeregowców. W okresie zimowym posiadał batalion starszego rocznika, batalion szkolny i skadrowany, w okresie letnim zaś batalion starszego rocznika i dwa bataliony poborowych.
Po wprowadzeniu w 1930 nowej organizacji piechoty na stopie pokojowej, pułk szkolił rekrutów dla potrzeb batalionu Korpusu Ochrony Pogranicza.

## Działania bojowe we wrześniu 1939
4-5 września 1939 pułk razem z 10 DP został włączony w skład Armii „Łódź”, z którą walczył w rejonie Sieradza. Wobec przewagi wojsk niemieckich został wycofany do Warszawy i podporządkowany Dowództwu Obrony Warszawy. W drugiej dekadzie września I batalion pułku dowodzony przez mjr Bronisława Kamińskiego walczył między Młocinami a wsią Placówka (obecnie teren Huty „Arcelor Mittal”). 21 września został doszczętnie rozbity. Wówczas poległo około 600 żołnierzy batalionu, a wśród nich mjr Kamiński. Wszyscy zostali pochowani w zbiorowej mogile na Cmentarzu Wawrzyszewskim. Opiekuje się nią młodzież pobliskiej Szkoły Podstawowej nr 80.
Po kapitulacji Warszawy część żołnierzy pułku dostała się do niewoli niemieckiej. Niektórzy przedostali się do Francji, inni brali udział w ruchu oporu nie tylko na terenie kraju, ale też w hitlerowskich obozach koncentracyjnych w: Oświęcimiu, Mauthausen, Gusen, Stutthofie oraz w obozach jenieckich w II C Woldenberg i II D Gross-Born. Żołnierze, którzy przedostali się na Zachód walczyli pod Narwikiem, Monte Cassino, pod Ankoną, Bolonią i w Normandii.

### Mapy bitew 1939
|  |  |  |  |

| Struktura organizacyjna i obsada personalna we wrześniu 1939                                  | Struktura organizacyjna i obsada personalna we wrześniu 1939                                  | Struktura organizacyjna i obsada personalna we wrześniu 1939                                  |
| Stanowisko                                                                                    | Stopień, imię i nazwisko                                                                      | Uwagi                                                                                         |
| Dowództwo pułku, organa kwatermistrzowskie jednostek pozabatalionowych i kompania gospodarcza | Dowództwo pułku, organa kwatermistrzowskie jednostek pozabatalionowych i kompania gospodarcza | Dowództwo pułku, organa kwatermistrzowskie jednostek pozabatalionowych i kompania gospodarcza |
| --------------------------------------------------------------------------------------------- | --------------------------------------------------------------------------------------------- | --------------------------------------------------------------------------------------------- |
| dowódca                                                                                       | ppłk piech. Włodzimierz Szmyd                                                                 |                                                                                               |
| I adiutant                                                                                    | kpt. piech. Kazimierz Szempliński                                                             | niemiecka niewola                                                                             |
| II adiutant                                                                                   | ppor. rez. Wacław Jerzy Tejchfeld                                                             |                                                                                               |
| oficer informacyjny                                                                           | N.N.                                                                                          |                                                                                               |
| oficer łączności                                                                              | kpt. piech. Józef Jędrych                                                                     |                                                                                               |
| kwatermistrz                                                                                  | kpt. piech. Tadeusz Franciszek Rudowski                                                       | †21 IX 1939 Placówka                                                                          |
| kwatermistrz                                                                                  | kpt. Stefan Sowiński                                                                          |                                                                                               |
| oficer płatnik                                                                                | ppor. rez. Zygmunt Rakocy                                                                     |                                                                                               |
| oficer żywnościowy                                                                            | ppor. rez. Władysław Malborczyk                                                               |                                                                                               |
| naczelny lekarz                                                                               | por. lek. Stanisław Edward Malewski                                                           |                                                                                               |
| kapelan                                                                                       | kpl. rez. ks. Piotr Pieniążek                                                                 |                                                                                               |
| dowódca kompanii gospodarczej                                                                 | kpt. tab. Mieczysław Januszewski                                                              | †1940 Katyń                                                                                   |
| I batalion                                                                                    |                                                                                               |                                                                                               |
| dowódca I batalionu                                                                           | mjr Bronisław Czesław Kamiński                                                                | †21 IX 1939 Placówka                                                                          |
| adiutant batalionu                                                                            | ppor. rez. Bolesław Czak-Żukowski                                                             |                                                                                               |
| dowódca 1 kompanii strzeleckiej                                                               | por. Karol Lange                                                                              |                                                                                               |
| dowódca 2 kompanii strzeleckiej                                                               | por. piech. Antoni Rak                                                                        |                                                                                               |
| dowódca 3 kompanii strzeleckiej                                                               | ppor. piech. Jerzy Maria Edward Steinböck                                                     |                                                                                               |
| dowódca 1 kompanii cekaemów                                                                   | por. piech. Józef Kazimierz Łęczycki                                                          |                                                                                               |
| dowódca 1 kompanii cekaemów                                                                   | ppor. rez. Zdzisław Raabe                                                                     |                                                                                               |
| II batalion                                                                                   |                                                                                               |                                                                                               |
| dowódca II batalionu                                                                          | kpt. piech. Konstanty Supiński                                                                |                                                                                               |
| adiutant batalionu                                                                            | ppor. Karol Broszkiewicz                                                                      |                                                                                               |
| dowódca 4 kompanii strzeleckiej                                                               | kpt. Władysław Klęk                                                                           |                                                                                               |
| dowódca 5 kompanii strzeleckiej                                                               | por. Adam Zborowski                                                                           |                                                                                               |
| dowódca 6 kompanii strzeleckiej                                                               | por. rez. Władysław Grochowski                                                                |                                                                                               |
| dowódca 2 kompanii cekaemów                                                                   | por. piech. Józef Wielgomasz                                                                  | ranny 21 IX 1939, niemiecka niewola                                                           |
| III batalion                                                                                  |                                                                                               |                                                                                               |
| dowódca III batalionu                                                                         | mjr Romuald Borysowicz                                                                        | ranny, †1940 Katyń                                                                            |
| adiutant batalionu                                                                            | ppor. rez. Witold Jaroszewicz                                                                 |                                                                                               |
| dowódca 7 kompanii strzeleckiej                                                               | por. piech. Jerzy Kucharski                                                                   |                                                                                               |
| dowódca 8 kompanii strzeleckiej                                                               | ppor. piech. Mieczysław Bukar                                                                 |                                                                                               |
| dowódca 8 kompanii strzeleckiej                                                               | por. Jerzy Kucharski                                                                          |                                                                                               |
| dowódca 9 kompanii strzeleckiej                                                               | ppor. rez. Lucjan Bierzyński                                                                  |                                                                                               |
| dowódca 3 kompanii cekaemów                                                                   | kpt. piech. Józef Wysocki                                                                     | od 18 III 1943 w KL Auschwitz i Mauthausen                                                    |
| dowódca 3 kompanii cekaemów                                                                   | kpt. piech. Franciszek Kurbiel                                                                |                                                                                               |
| Pododdziały specjalne                                                                         |                                                                                               |                                                                                               |
| dowódca kompanii przeciwpancernej                                                             | ppor. piech. Czesław Zygmunt Błoński                                                          |                                                                                               |
| dowódca plutonu artylerii piechoty                                                            | por. art. Władysław Wacław Borkiewicz                                                         |                                                                                               |
| dowódca kompanii technicznej                                                                  | N.N.                                                                                          |                                                                                               |
| dowódca kompanii zwiadowców                                                                   | por. piech. Roman Jerzy Podbielski                                                            |                                                                                               |
| dowódca plutonu pionierów                                                                     | por. piech. Henryk Józef Bałdykowski                                                          | niemiecka niewola                                                                             |
| dowódca plutonu przeciwgazowego                                                               | por. Jan Rogowski                                                                             |                                                                                               |

## Symbole pułkowe

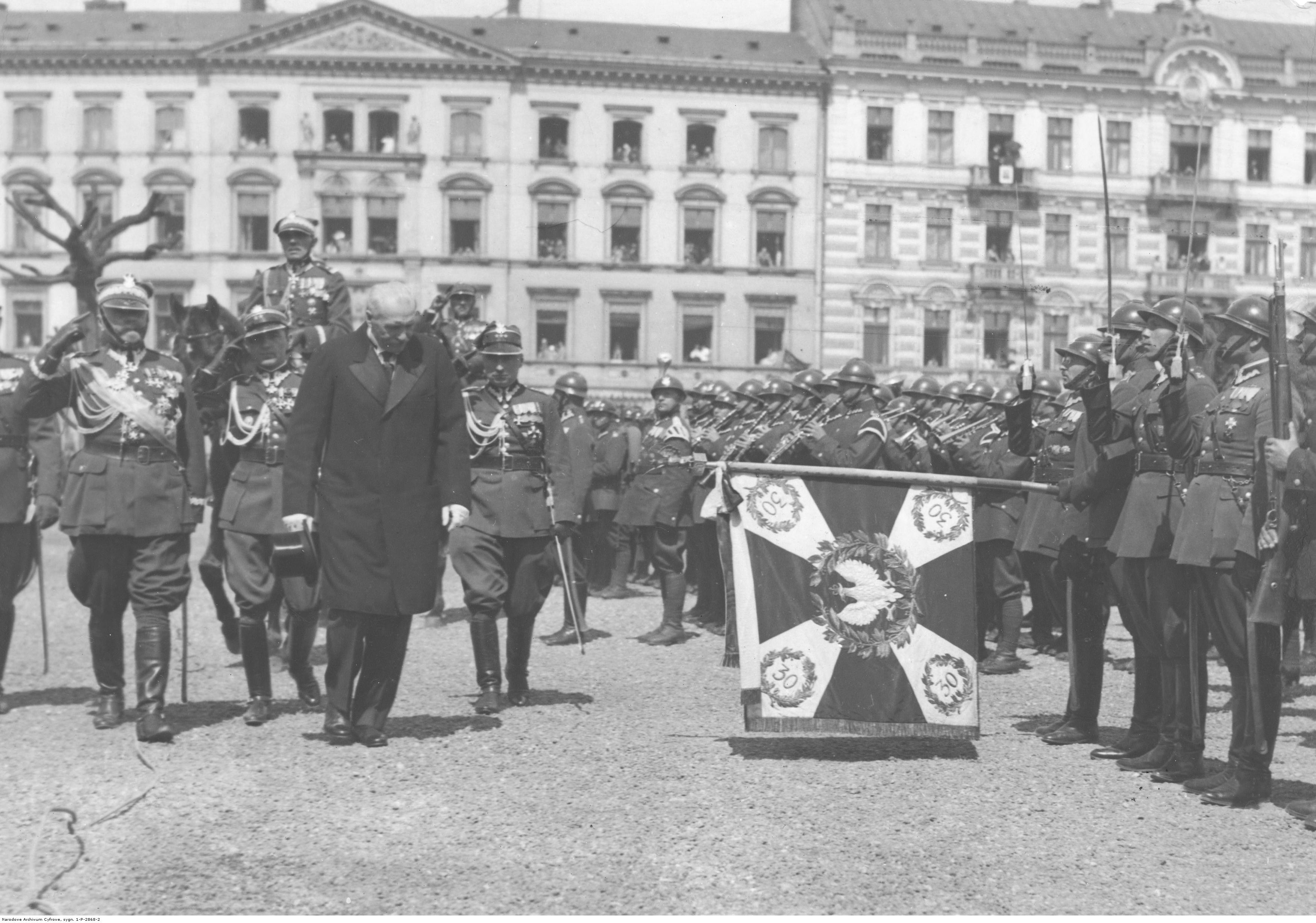
Uroczystości święta 3 Maja na placu Piłsudskiego w Warszawie w 1930 r. Prezydent Ignacy Mościcki i generałowie; żołnierze 30 pp prezentują broń i sztandar.

### Sztandary
Pierwszy sztandar pułk otrzymał w 1919, drugi w 1921.
9 czerwca 1928, w Warszawie, Prezydent RP Ignacy Mościcki wręczył pułkowi chorągiew ufundowaną przez społeczeństwo Łowicza, Łodzi i Warszawy. 5 września 1928, dwa miesiące po ceremonii wręczenia, Prezydent RP zatwierdził wzór lewej strony płachty chorągwi. Do chwili obecnej sztandar 30 pp jest uznawany za zaginiony. W Muzeum WP znajduje się jedynie orzeł ze sztandaru.

### Odznaka pamiątkowa
27 października 1925 minister spraw wojskowych, generał dywizji Władysław Sikorski zatwierdził odznakę pamiątkową 30 pułku piechoty. Odznaka o wymiarach 41 x 41 mm ma kształt krzyża z biało emaliowanymi wciętymi ramionami. W centrum na okrągłej tarczy, na czerwonym tle znajduje się miniatura odznaki II Korpusu Polskiego w Rosji. Na granatowej obwódce tarczy wpisano: „30 PUŁK STRZELCÓW KANIOWSKICH”. Między ramionami krzyża rozchodzi się po pięć złotych promieni.
Oficerska - dwuczęściowa, wykonana w srebrze, emaliowana, miniatura łączona dwoma nitami. Wykonanie: Wiktor Gontarczyk - Warszawa.

## Strzelcy kaniowscy
Dowódcy pułku
- ppłk Franciszek Korewo (1 XII 1918 – 14 VII 1919 → dowódca 49 i 65 PP)
- mjr / płk Kazimierz Jacynik (15 VII 1920 – 10 XII 1923 → dowódca piechoty dywizyjnej 8 DP)
- ppłk SG Eugeniusz Kunisch (15 III 1924 – III 1925)
- płk SG dr Izydor Modelski (15 X 1925[24] – 1926 → komendant PKU Łuniniec)
- ppłk / płk piech. Stefan Wyspiański (VIII 1926 – XII 1928 → stan spoczynku z dniem 28 II 1929)
- ppłk piech. Konstanty Pereświet-Sołtan (7 I 1929 – III 1932 → inspektor poborowy w DOK I)
- płk piech. inż. January Konstanty Grzędziński (8 III 1932 – 22 VIII 1936)
- ppłk dypl. Stanisław Rutkowski (22 VIII 1936 – 30 VIII 1939 → szef Oddziału III Sztabu Armii „Łódź”
- płk kontr. kaw. Emir Hassan Chursz Bahaeddin (dubler 1939)
- ppłk piech. Włodzimierz Szmyd (30 VIII 1939 – 4 IX 1939, ranny)
- mjr Bronisław Czesław Kamiński (4 – 5 IX 1939)
- ppłk dypl. Stanisław Rutkowski (od 6 IX 1939)

Zastępcy dowódcy pułku
- mjr piech. Eugeniusz Wyrwiński (p.o. 10 VII 1922[26] - 9 IV 1924 → zastępca dowódcy 71 pp)
- ppłk SG Jan Ignacy Zakrzewski (IV 1924[27] – VII 1925[28])
- ppłk piech. dr Zygmunt Hołobut (VII 1925 – II 1927)
- ppłk SG Kazimierz Bogumił Janicki (od 25 VIII 1927[29])
- ppłk piech. Bolesław Schwarzenberg-Czerny (1928 - 21 I 1930 → wykładowca w Doświadczalnym Centrum Wyszkolenia[30])
- mjr dypl. Adam Świtalski (od 20 II 1930[31] - 1 III 1931 → szef sztabu DOK IV[32])
- ppłk dypl. Ludwik Lepiarz (1 III 1931[33] - 9 XII 1932 → szef sztabu DOK VI)
- ppłk dypl. Kazimierz Aleksandrowicz (od 9 XII 1932[34] - 7 VI 1934 → dowódca 1 pspodh)
- ppłk piech. Wincenty II Kurek (7 VI 1934[35] – III 1939 → dowódca 28 pp)
- ppłk piech. Włodzimierz Szmyd (III – 30 VIII 1939 → dowódca 30 pp)

### Żołnierze 30 pułku piechoty – ofiary zbrodni katyńskiej
Biogramy ofiar zbrodni katyńskiej znajdują się między innymi w bazach udostępnionych przez Ministerstwo Kultury i Dziedzictwa Narodowego oraz Muzeum Katyńskie.
| Nazwisko i imię        | stopień    | zawód                 | miejsce pracy przed mobilizacją | zamordowany |
| ---------------------- | ---------- | --------------------- | ------------------------------- | ----------- |
| Biedrzycki Tadeusz     | ppor. rez. | dziennikarz           | pracował w Warszawie            | Charków     |
| Bogdanowicz Anton      | ppor. rez. | ekonomista            | pracował Królewskiej Hucie      | Charków     |
| Borysowicz Romuald     | major      | żołnierz zawodowy     | dowódca III/30 pp               | Katyń       |
| Brzeziński Adam        | ppor. rez. | student SGGW          |                                 | Katyń       |
| Dudziński Edward       | ppor. rez. | handlowiec            |                                 | Katyń       |
| Januszewski Mieczysław | kapitan    | żołnierz zawodowy     | dowódca kompanii gospodarczej   | Katyń       |
| Kowalski Ryszard       | ppor. rez. | handlowiec            |                                 | Charków     |
| Kupiec Tadeusz         | ppor. rez. | prawnik               | Sąd Okręgowy w Warszawie        | Charków     |
| Motz Tadeusz Marian    | por. rez.  |                       |                                 | Charków     |
| Pogorzelski Władysław  | ppor. rez. | prawnik               |                                 | Charków     |
| Posiadała Ryszard      | ppor. rez. | prawnik               |                                 | Charków     |
| Rogowicz Henryk        | por. rez.  | handlowiec            |                                 | Charków     |
| Rozwadowski Michał     | ppor. rez. | ziemianin             |                                 | Charków     |
| Sokołowski Anatol      | ppor. rez. | inżynier rolnik       |                                 | Charków     |
| Sokołowski Władysław   | ppor. rez. | urzędnik              | Urząd skarbowy                  | Katyń       |
| Tuta Ignacy            | por. rez.  | technik włókiennictwa |                                 | Katyń       |
| Wojciechowski Henryk   | por. rez.  | inżynier budownictwa  |                                 | Charków     |
| Zaremba Wiesław        | ppor. rez. | prawnik, mgr          |                                 | Charków     |

## Pamięć o pułku
Na Cmentarzu Wawrzyszewskim znajduje się kwatera z grobami poległych żołnierzy pułku w czasie obrony Warszawy w 1939 roku. I batalion pułku powstrzymał natarcie niemieckiej 24 Dywizji Piechoty wsparte czołgami i ogniem 70 dział, ułatwiając przedostanie się do Warszawy przedzierającym się przez Puszczę Kampinoską niedobitkom Armii Pomorze i Poznań rozbitym w bitwie nad Bzurą.
W miejscu bitwy na terenie przyległym do Huty Warszawa w 1979 pracownicy huty postawili pomnik upamiętniający tę bitwę, a skwer na którym się znajduje nosi nazwę 30 Pułku Strzelców Kaniowskich.

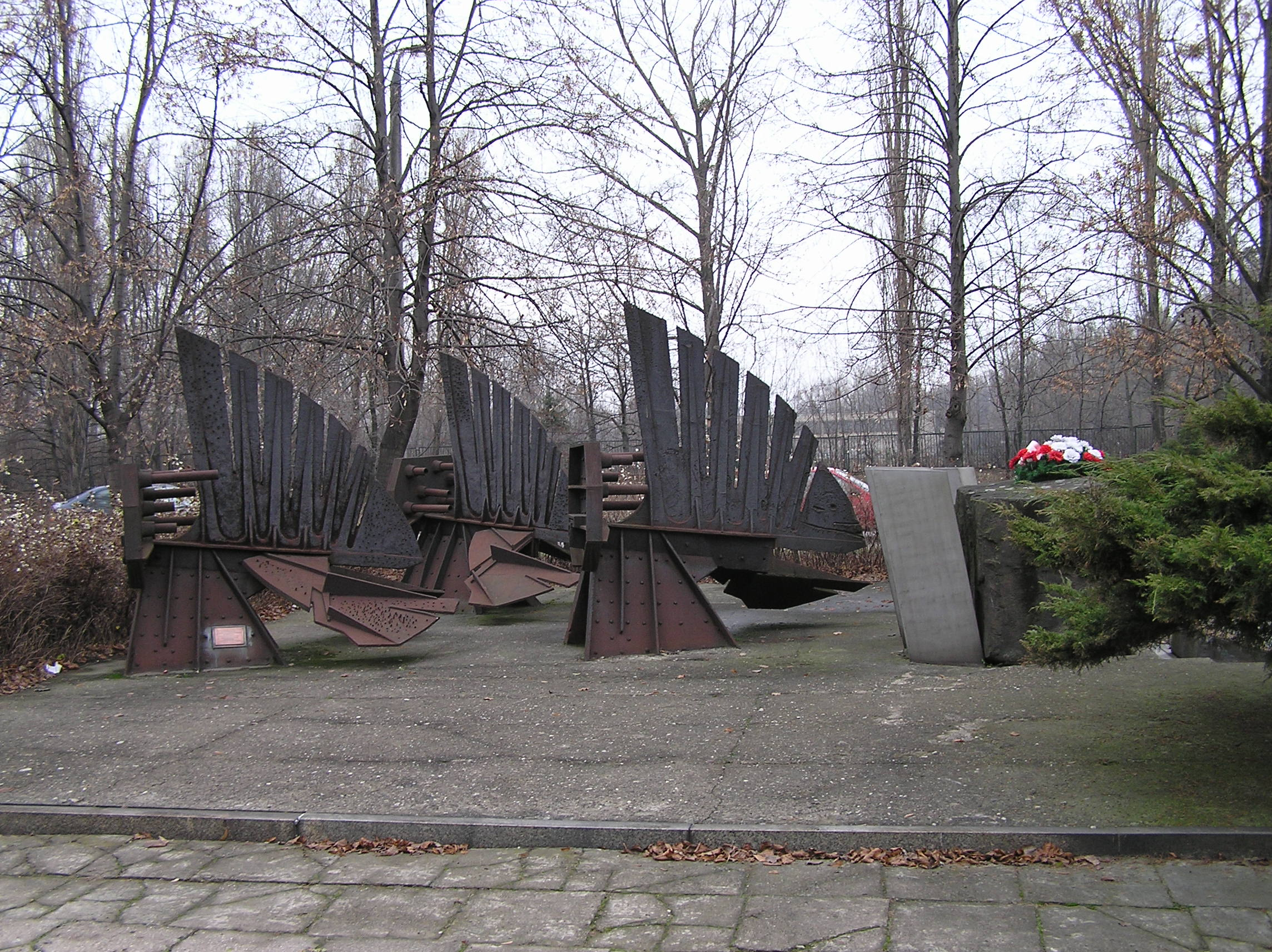
Pomnik upamiętniający Warszawskie Termopile, Skwer im. 30 Pułku Strzelców Kaniowskich, Bielany
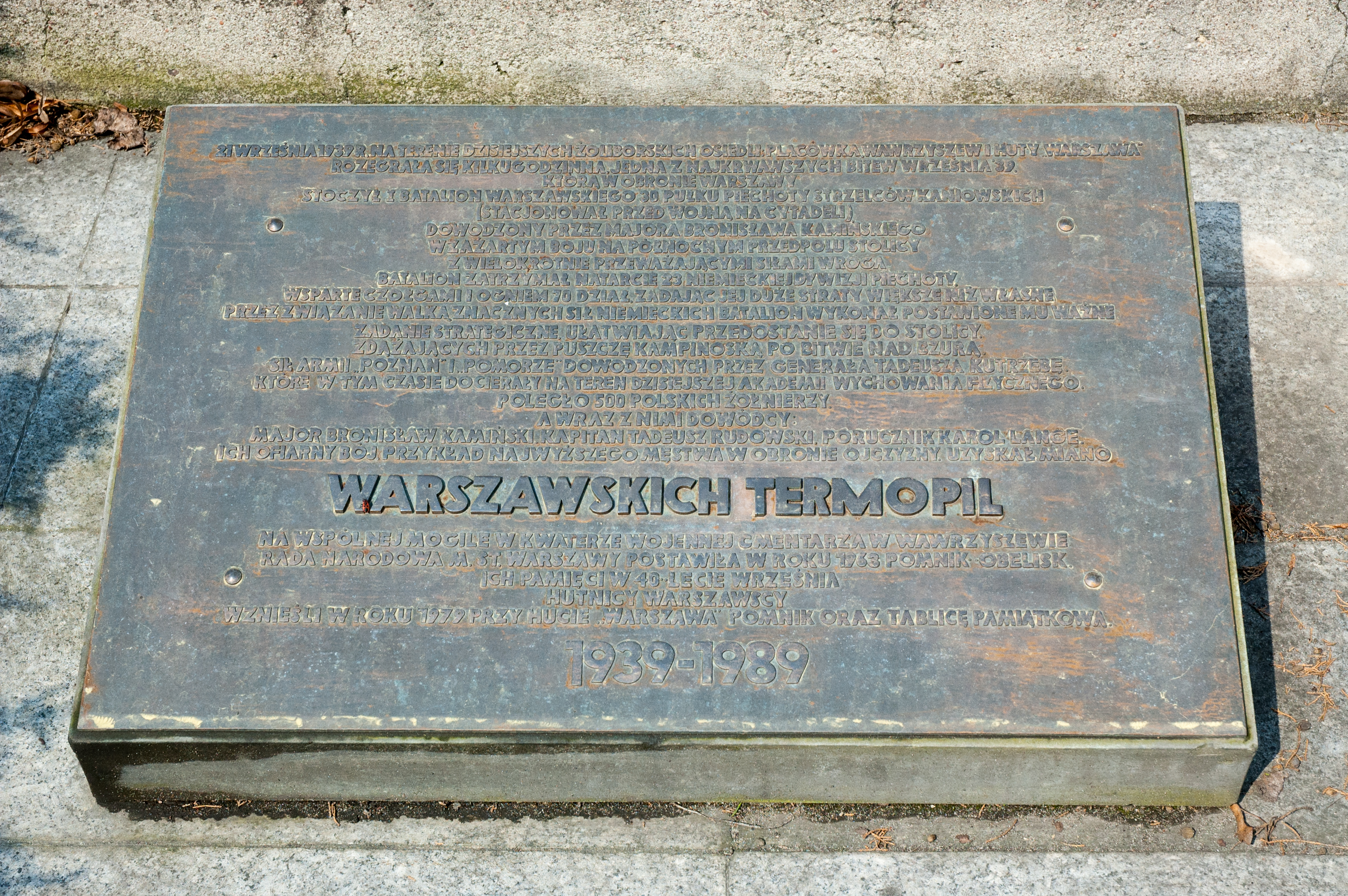
Tablica upamiętniająca kilkugodzinną bitwę września 1939, którą stoczył I/30 pułku Strzelców Kaniowskich
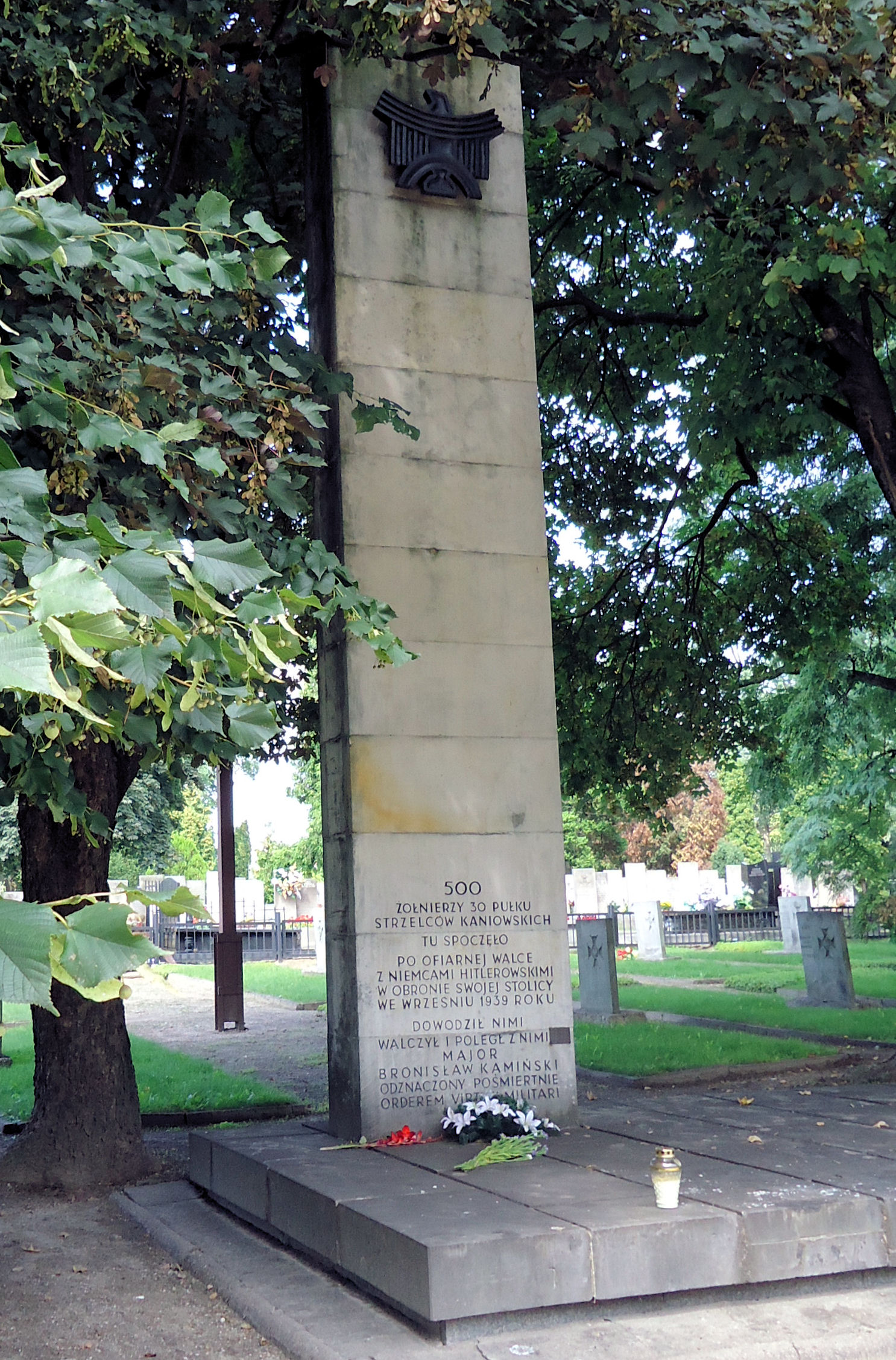
Pomnik żołnierzy pułku, na Cmentarzu Wawrzyszewskim w Warszawie, którzy polegli w obronie stolicy we wrześniu 1939
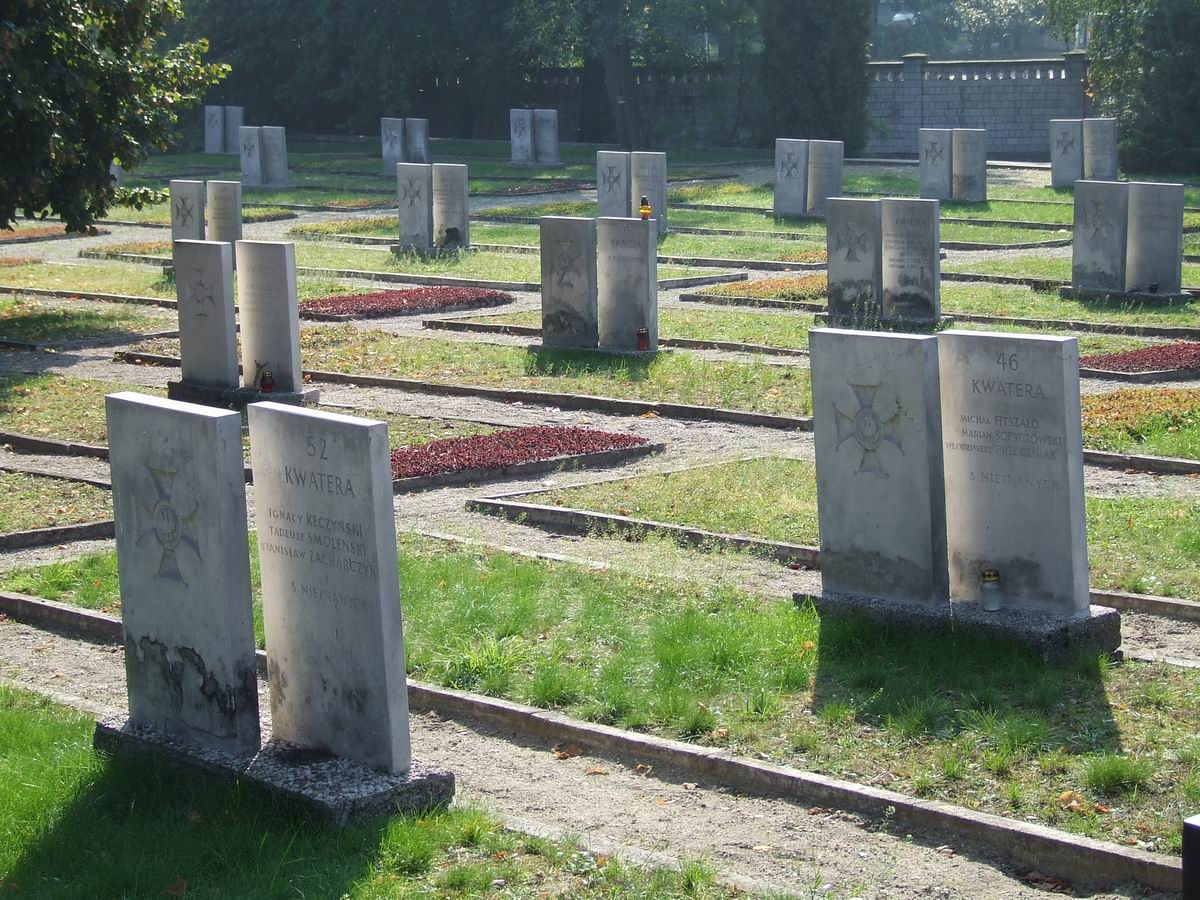
Groby żołnierzy pułku na Cmentarzu Wawrzyszewskim